# Paweł Szymański (Komponist)

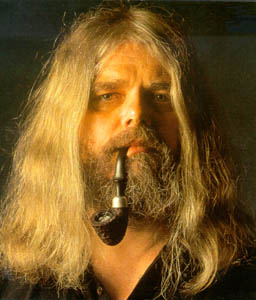
Paweł Szymański

Paweł Szymański (* 28. März 1954 in Warschau) ist ein polnischer Komponist.

## Leben
Szymański studierte bis 1978 an der Warschauer Musikakademie Komposition bei Włodzimierz Kotoński. Er setzte seine Ausbildung bei Tadeusz Baird und 1984–85 bei Roman Haubenstock-Ramati in Wien fort. 1976 nahm er an der Internationalen Sommerakademie für alte Musik in Innsbruck teil, 1978, 1980 und 1982 an den Darmstädter Ferienkursen. Er arbeitete von 1979 bis 1981 mit dem Experimentalstudio des Polnischen Rundfunks, 1982–84 mit dem Unabhängigen Studio für elektroakustische Musik und 1983 mit dem Studio für elektronische Musik der Musikakademie Krakau zusammen. Als Teilnehmer des Deutschen Akademischen Austauschdienstes war er 1987–89 Mitarbeiter des Elektronischen Studios der Technischen Universität Berlin.
1979 gewann Szymański mit dem Gloria für Frauenchor und Instrumentalensemble den ersten Preis beim Wettbewerb für junge Komponisten der polnischen Komponistenunion. Für Lux Aeterna erhielt er 1984 einen Preis für Sakralmusik der Internationalen Bachakademie Stuttgart. Mit der Partita III für Cembalo und Orchester gewann er die Benjamin Britten Composing Competition in Aldeburgh 1988. 1993 erhielt er den Jahrespreis, der polnischen Komponistenunion, im Folgajahr den Großen Preis der Kulturstiftung. 1995 erhielt er für In Paradisum den Hauptpreis im Kompositionswettbewerb der International Foundation Of Polish Music. 
Von 1982 bis 1987 unterrichtete Szymański an der Fakultät für Komposition, Musiktheorie und Dirigieren der Musikakademie Warschau. Er war Vorstandsmitglied und Vizepräsident des polnischen Komponistenverbandes und Mitglied der Programmkommission des Festivals Warschauer Herbst (1987 und 1989–99). Mit Krzysztof Knittel, Stanisław Krupowicz und Józef Patkowski gründete er 1997 die Stiftung Freunde des Warschauer Herbstes.

## Werke
- Epitafium für zwei Klaviere, 1974
- Kwartet smyczkowy, 1975
- Limeryki für Violine und Klavier oder Flöte, Violine und Cello, 1975, 1979
- Partita I für Orchester, 1976
- Kyrie für Knabenchor und Orchester, 1977
- Intermezzo für zwei Flöten, Perkussion, vier Violinen, drei Bratschen, zwei Celli und Kontrabass, 1977
- Partita II für Orchester, 1977–78
- Dziesiec utworów für Streichtrio, 1979
- Gloria für Frauenchor und Instrumentalensemble, 1979
- La Folia für Tonband, 1979
- ...Under the plane tree für Tonband, 1980
- Cztery utwory liturgiczne für Sopran und Orchester, 1980–81
- Villanelle für Countertenor, zwei Bratschen und Cembalo, 1981
- Sonata na smyczki i perkusje, 1982
- Dwa utwory für Streichquartett, 1982
- Appendix für Piccoloflöte und Kammerensemble, 1983
- Dwie konstrukcje iluzoryczne für Klarinette, Cello und Klavier, 1984
- Lux aeterna für Stimmem und Instrumente, 1984
- Partita III für verstärktes Cembalo und Orchester, 1985–86
- Partita IV für Orchester, 1986
- Trop für Klavier, 1986
- Dwie etiudy für Klavier, 1986
- Through the looking glass... I für Kammerorchester, 1987
- Through the looking glass... II für Tonband, 1988
- A study of shade für (kleines) Orchester, 1989, 1992
- A kaleidoscope for M.C.E. für Cello oder Violine, 1989, 1994
- Fuga für Klavier, 1990
- Quasi una sinfonietta für Kammerorchester, 1990
- Sixty-odd pages für Kammerorchester, 1991
- A Due für zwei Violinen, 1991
- Two studies für Orchester, 1992
- Piec utworów für Streichquartett, 1992
- Miserere für Stimmen und Instrumente, 1993
- Trzy utwory na 3 flety proste z akompaniamentem metronomu, 1993
- Dwa preludia für Klavier, 1994
- Through the looking glass... III für Cembalo oder Cembalo und Streichquartett, 1994
- Koncert na fortepian i orkiestre, 1994
- Muzyka filmowa für Orchester, 1995–96
- Sonat(in)a für Klavier, 1995
- In paradisum, Motette für Männerchor, 1995
- Dwie melodie für Klavier, 1995
- Bagatelle für A.W. für Geige, Klarinette, Tenorsaxophon und Klavier, 1995
- Recalling a serenade für Klarinette, zwei Violinen, Viola und Cello, 1996
- Viderunt omnes für Chor und Ensemble, 1998
- Fotografia z przyjecia urodzinowego (Kwartet Slaski z cieniem Bartóka) für Streichquartett, 1998
- Preludium i Fuga für Klavier, 2000
- Une suite de pièces de clavecin par Mr Szymanski, 2001
- Trzy piesni do slów Trakla für Sopran und Kammerorchester oder Klavier oder Alt und Klavier, 2002, 2004
- "Chlorophaenhylohydroxipiperidinofluorobutyrophaenon für Kammerensemble und andere Klänge, 2002
- Compartment 2, Car 7 für Vibraphon, Violine, Viola und Cello, 22003
- Concerto a 4 für Klarinette, Posaune, Cello und Klavier, 2004
- Singletrack für Klavier, 2005
- Quadsja Zaher, Oper, 2005
- Gigue für Cello solo, 2006
- Ceci n'est pas une ouverture für Orchester, 2007